# Big Van Vader
Leon Allen White (Lynwood (Californië), 14 mei 1955 - 18 juni 2018), beter bekend als Big Van Vader en Vader, was een professioneel worstelaar die bekend was in de New Japan Pro Wrestling, World Championship Wrestling, World Wrestling Federation en All Japan Pro Wrestling.

## Professioneel worstelcarrière
White debuteerde op 27 januari 1985, onder de ringnaam Baby Bull dat later veranderde in Bull Power, in de American Wrestling Association en bleef daar worstelen tot midden 1987.
In het najaar van 1987 ging White voor de New Japan Pro Wrestling (NJPW) worstelen. White veranderde opnieuw zijn ringnaam van Bull Power naar Big Van Vader en begon een masker te dragen. Hij bleef daar worstelen tot 1992, maar verscheen van 1990 tot 1992 af en toe in de World Championship Wrestling (WCW). Vanaf 1992 ging White, onder de naam Vader, voltijds worstelen voor de WCW en kreeg al snel een WCW World Heavyweight Championship match tegen Sting op 12 april 1992 maar was gediskwalificeerd. Na de Clash of the Champions was Vader voor een bepaalde duur inactief nadat hij in september 1992 een knieoperatie onderging.
Op Halloween Havoc, in oktober 1992, keerde Vader terug van zijn blessure en maakte zijn opwachting. Op 30 december 1992 won Vader voor de eerste keer het WCW World Heavyweight Championship door Ron Simmons, die op dat moment een schouderblessure had, te verslaan. Op 11 maart 1993 verloor Vader zijn titel nadat hij door Sting werd verslagen. Zes dagen later won Vader voor de tweede keer het World Heavyweight Championship en verdedigde de volgende weken met succes zijn titel tegen Sting, Davey Boy Smith en Dustin Rhodes. Vervolgens raakte Vader in een vete met Cactus Jack en op 17 april 1993 versloeg Vader Cactus, die tijdens de match een gebroken neus opliep en 27 hechtingen nodig had. Op Starrcade van 27 december 1993 verloor Vader de match en zijn titel aan Ric Flair.
In 1994 had Vader een vete met The Boss en versloeg hem op Spring Stampede van 17 april 1994. Op Starrcade won Vader van Jim Duggan om voor de eerste keer het WCW United States Heavyweight Championship te winnen. In 1995 werd vader door de WCW ontslagen nadat hij in de kleedkamer ruzie had met Paul Orndorff.
Op Royal Rumble verscheen Vader officieel voor de eerste keer op World Wrestling Federation en debuteerde als deelnemer voor de Royal Rumble match. Hij werd geëlimineerd door Shawn Michaels. Door het jaar van 1996 had Vader een vete met Michaels en in 1997 met The Undertaker. De vete met The Undertaker begon met een match op Royal Rumble waar Paul Bearer, voormalig manager van The Undertaker, Vader hielp om de match tegen The Undertaker met succes te winnen. Na een opeenvolging van nederlagen tegen The Undertaker, Vader begon dan een vete met The Hart Foundation, Goldust en Kane. Op Sunday Night Heat verloor Vader zijn laatste WWF-televisiematch van Edge.
Nadat White (Vader) de WWF verliet ging hij in het najaar van 1998 naar de All Japan Pro Wrestling. In december 1998 verloor Vader de finale van de Real World Tag League toernooi. Op 6 maart 1999 won Vader het AJPW Triple Crown Heavyweight Championship en won in oktober 1999 voor de tweede keer het Triple Crown Heavyweight Championship. In februari 2000 won Vader met Steve Williams het AJPW Unified World Tag Team Championship. Daarna lastte Vader pauze in.
Wanneer hij in 2000 terugkeerde om te worstelen, vergezelde hij de nieuwe Japanse promotie, de Pro Wrestling Noah, waar hij het GHC Tag Team Championship won met 2 Cold Scorpio en daar bleef worstelen tot 2002.
In februari 2003 verscheen Vader in Total Nonstop Action Wrestling (TNA) om Dusty Rhodes te beschermen en had al snel een vete met Nikita Koloff. Al snel verliet Vader de TNA.
Tijdens de Raw-aflevering van 31 oktober 2005 keerde Vader eventjes terug naar de WWE (vroeger de WWF), waar Jonathan Coachman Vader en Goldust hen nodig had voor zijn straatgevecht tegen Steve Austin op Taboo Tuesday. Wanneer Austin afzeg voor de match, Batista nam zijn plaats in. De match werd gewonnen door Batista ondanks de inmenging van Vader en Goldust. Al snel ging Vader naar Japan om te worstelen. Op 6 juni 2012 kwam hij na 13 jaar terug naar de WWE. Hij worstelde op RAW SuperShow, die in het teken stond van de 1000e aflevering van RAW, tegen Heath Slater.

## In het worstelen
- Finishers

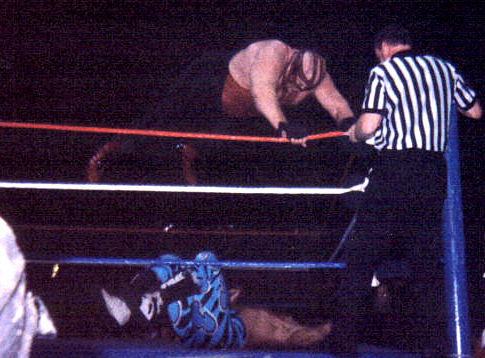
Vader voerde de Vader Bomb uit op Shawn Michaels.

  - Release powerbomb / Vader Bomb (NJPW/WCW)
  - Vader Bomb (WWF) / Big Van Crush (NJPW/WCW)
  - Vadersault (Moonsault)
  - Running powerslam

- Signature moves
  - Bearhug
  - Body avalanche
  - Chokeslam
  - Dropkick
  - Face Eraser (Standing wheelbarrow facebuster)
  - Falling powerslam
  - Forearm club
  - Lariat
  - Meerdere "suplex" variaties
    - German suplex
    - Side belly to belly suplex

  - Running splash
  - Samoan drop
  - Short-arm clothesline
  - Spinning backfist
  - Vader Attack (Bell clap)

- Managers
  - Paul Bearer
  - Jim Cornette
  - Ric Flair
  - Harley Race

- Bijnamen
  - "Baby Bull" Leon White
  - Leon "Bull Power" White
  - "The Mastodon"

- Entree thema's
  - "Born In The U.S.A." van Bruce Springsteen (CWA)
  - "Eyes of the World" van Rainbow (NJPW/AJPW)
  - "Mastodon" van J.Johnston (WWF/WWE; 1996-1998, 2005)
  - "It's Vader Time" (Noah)

## Prestaties
- All Japan Pro Wrestling
  - AJPW Triple Crown Heavyweight Championship (2 keer)
  - AJPW Unified World Tag Team Championship (1 keer met Steve Williams)
  - Champion's Carnival (1999)

- Catch Wrestling Association
  - CWA Intercontinental Heavyweight Championship (1 keer)
  - CWA World Heavyweight Championship (3 keer)

- Impact Zone Wrestling
  - IZW Heavyweight Championship (1 keer)

- New Japan Pro Wrestling
  - IWGP Heavyweight Championship (3 keer)
  - IWGP Tag Team Championship (1 keer met Bam Bam Bigelow)
  - Super Grade Tag League (1991) – met Tatsumi Fujinami

- Pro Wrestling Illustrated
  - PWI Wrestler of the Year (1993)

- Pro Wrestling Noah
  - GHC Tag Team Championship (1 keer met 2 Cold Scorpio)

- Universal Wrestling Association
  - UWA World Heavyweight Championship (1 keer)

- Union of Wrestling Forces International
  - UWFI World Heavyweight Championship (1 keer)

- World Championship Wrestling
  - WCW World Heavyweight Championship (3 keer)
  - WCW United States Heavyweight Championship (1 keer)

- World Wrestling Federation
  - Slammy Award
    - "Crime of the Century" (1996) Assault on WWF President Gorilla Monsoon

- Wrestling Observer Newsletter awards
  - Best Heel (1993)
  - Best Wrestling Maneuver (1993) Moonsault
  - Most Improved Wrestler (1999)
  - Wrestler of the Year (1993)
  - Wrestling Observer Newsletter Hall of Fame (Class of 1996)